# Jesse February
Jesse February est une joueuse d'échecs sud-africaine née le 28 janvier 1997, championne d'Afrique en 2021 et 2024.
Au 1er mars 2024, elle est la  première joueuse sud-africaine en activité avec un classement Elo de 1 920 points.

## Biographie et carrière
Jesse February obtient le titre de maître international féminin des échecs en 2016.
Jesse February remporte le Championnat d'Afrique en 2021, à Lilongwe, au Malawi avec 7 points sur 9. 
Jesse February a joué lors des olympiades d'échecs féminines de 2016 (au troisième échiquier de l'équipe d'Afrique du Sud), 2018 (6,5/9 au premier échiquier de l'équipe d'Afrique du Sud) et 2022 (au premier échiquier).
Elle représenta l'Afrique du Sud au Championnat du monde féminin d'échecs de novembre 2018 (éliminée au premier tour par la Russe Kateryna Lagno) et à la coupe du monde d'échecs féminine 2021 (battue au premier tour par la Russe Valentina Gounina).
En 2024, elle devient à nouveau championne d'Afrique.